# 鎌倉車站
鎌倉車站（日语：／ Kamakura eki */?）是位於神奈川縣鎌倉市小町一丁目與御成町，屬於東日本旅客鐵道（JR東日本）、江之島電鐵（江之電）的鐵路車站。

## 停站路線
JR東日本各線（後述）與江之島電鐵線皆停靠此站，合計3條路線停靠的轉乘站，都設有車站編號。
- JR東日本：各線（後述）
- 江之島電鐵： 江之島電鐵線 - 車站編號「EN15」

JR東日本的車站是橫須賀線的中途站，有途經東京站的總武快速線直通系統與途經新宿站直通東北本線（宇都宮線）的湘南新宿線列車停靠。週末、假日還有臨時列車停靠。
- 橫須賀線：途經東海道本線（途經品鶴線），自大船站起在軌道名稱上的橫須賀線上行走。上行列車較多途經東京站直通總武快速線。 - 車站編號「JO 07」
- 湘南新宿線：途經東海道本線（途經品鶴線），此站起至西大井站與橫須賀線使用同一條軌道，途經新宿站、東海道線與高崎線間進行橫須賀線與東北本線（宇都宮線）間互相直通。 - 車站編號「JS 07」

江之島電鐵車站是江之島電鐵線的終點站（經常被誤會為始發站，始發站是EN01的藤澤站）。

## 历史
- 1889年（明治22年）6月16日－官設鐵道（日本國有鐵道（日本國鐵）前身）大船－橫須賀段通車，鎌倉車站也在同日啟用。當時為側式月台2面2線構造。
- 1909年（明治42年）10月12日－日本國鐵將本站所屬路線命名為橫須賀線。
- 1910年（明治43年）11月14日－江之島電氣鐵道（江之島電鐵的前身）的小町車站（小町駅）在鎌倉車站東口外設站。當時江之島電氣鐵道的軌道是設置在一般路面上的併用軌道設計。
- 1915年（大正4年）10月18日：江之島電氣鐵道小町站更名為鎌倉站。
- 1916年（大正5年）11月23日：鐵道省鎌倉站的二代站房落成。此時改為島式月台1面2線構造，新設西口與地下通道。
- 1930年（昭和5年）：第二代西口站房完工。
- 1936年（昭和11年）8月：北鎌倉側增設階梯。
- 1949年（昭和24年）
  - 3月1日：江之島電氣鐵道車站移至現址，同年8月1日路線配合公司新名稱改為江之島鎌倉觀光線。
  - 6月1日：日本國有鐵道成立，運輸通信省（1943年以前稱鐵道省）車站改屬國鐵。
- 1962年（昭和37年）4月21日－國鐵站區停辦貨運服務。
- 1968年（昭和43年）12月9日：東西地下連絡通路（地下道）開通。
- 1981年（昭和56年）9月1日：江之島鎌倉觀光更名為江之島電鐵。第二代站房落成。
- 1984年（昭和59年）10月－國鐵改建站房，成為現在使用的站房（第三代）[1]。第二代站房的時鐘塔移到車站西廣場。
- 1987年（昭和62年）4月1日－國鐵分割民營化，國鐵站區由JR東日本接手經營。
- 2000年（平成12年）－獲選為關東車站百選之一。
- 2001年（平成13年）
  - 11月18日－JR東日本智能卡系統Suica啟用。
  - 12月1日－湘南新宿線（湘南新宿ライン）開始運行。
- 2007年（平成19年）
  - 3月18日：江之島電鐵參與的智能卡系統PASMO啟用。
  - 10月31日：東口車站大樓「EKiST鎌倉」開幕[2]する。
- 2013年（平成25年）7月1日：童謠「鎌倉」成為車站發車音樂。預計至2015年（平成27年）6月30日結束[3]。
- 2014年（平成26年）3月15日：橫濱站、大船站起訖的「成田特快」部分列車在旺季周六假日延駛至橫須賀站，本站為停車站。
- 2017年（平成29年）3月22日：東口改建[4]，車站大樓「CIAL鎌倉」[5]開幕。
- 2018年（平成30年）3月20日：蕎麥麵店「いろり庵きらく鎌倉店」重新開幕。

## 車站構造

### JR東日本
JR站區位於地面而月台建於土堤上，剪票口及江之電的月台均低於月台，跨越驗票口東西通路上的線路採樑橋設計。本站月台採島式月台1面2線配置，東側另有一條停泊線。過去下行線曾有貨物側線，已於1970年代撤除，現為停車場。
由於本站附近是旅遊勝地，因此周末及公眾假期均有多班臨時列車接載旅客。雖然有一條停泊線，但由於本站不具折返功能，故很多列車抵達本站後會回送到隔鄰的逗子站或橫須賀站，再折返回送到大船站。而回程班次的列車亦會從停放處折返至本站讓乘客登車。
月台有兩處階梯，一處是設有電梯與電扶梯的主階梯，另一處是位於北鎌倉側的舊階梯。屋頂是新舊構造混用，柱子有部分是使用明治、大正時期的古老軌條。月台邊緣的螢光線是在2017年塗上。另外，月台上有兩台Suica綠色券專用自動售票機。
東西兩側驗票口皆有廁所與輪椅專用電梯。電扶梯僅設於東口。
站房東口再改建後，於2007年10月31日以「EKiST鎌倉」重新開幕。除了一樓的超商與鎌倉市觀光資訊中心外，皆為餐飲店。「EKiST鎌倉」於2016年9月30日閉店進行大幅改建，2017年3月22日以「CIAL鎌倉」重新開幕。
東口設有綠色窗口。

#### 月台配置
| 月台 | 路線                  | 方向 | 目的地                   |
| ---- | --------------------- | ---- | ------------------------ |
| 1    | 橫須賀線              | 下行 | 逗子、橫須賀、久里濱方向 |
| 2    | 橫須賀·總武線（快速） | 上行 | 橫濱、東京、千葉方向     |
| 2    | 湘南新宿線            | 北行 | 澀谷、新宿、大宮方向     |

（來源：JR東日本:車站構內圖 （页面存档备份，存于））

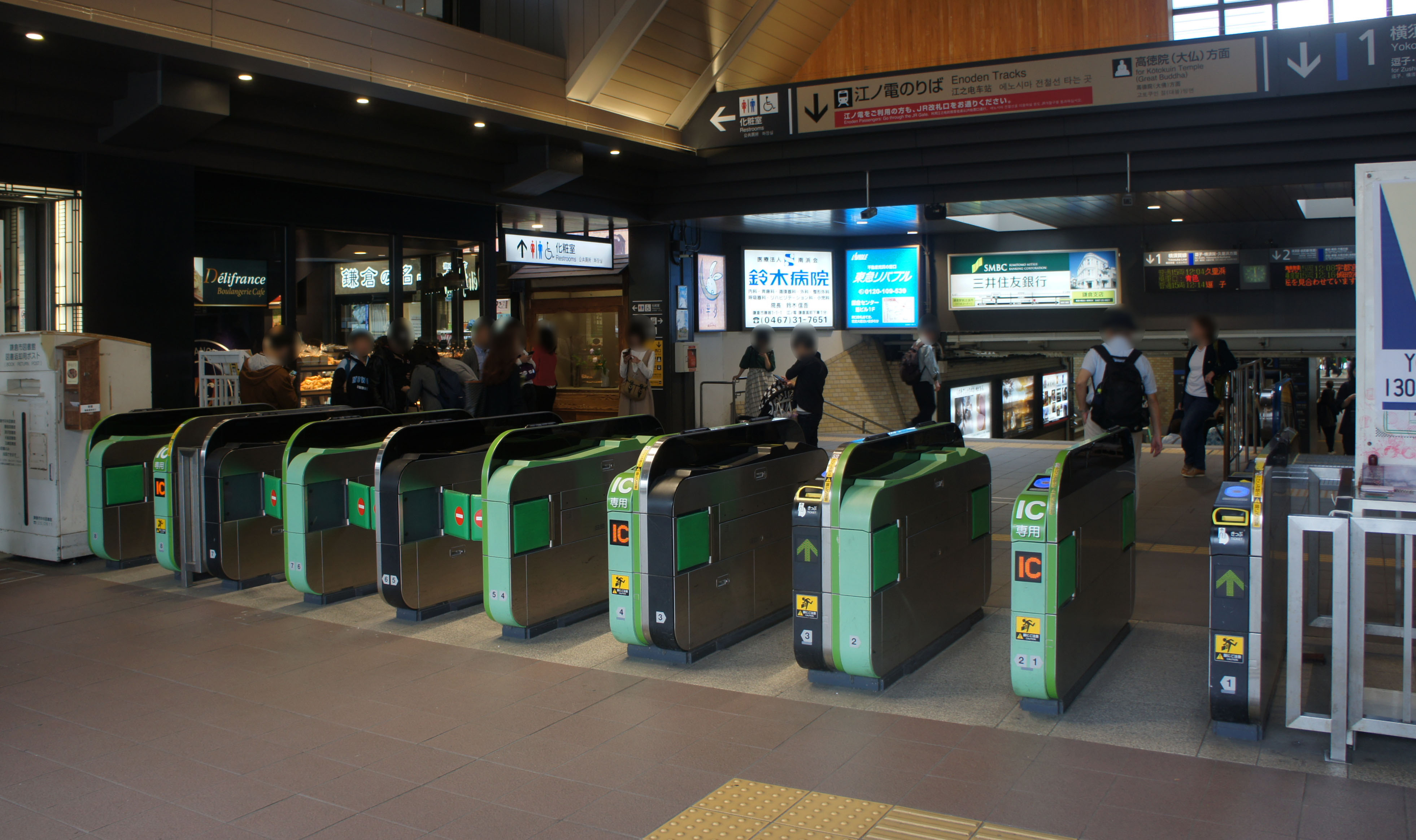
東驗票口(2019年6月)
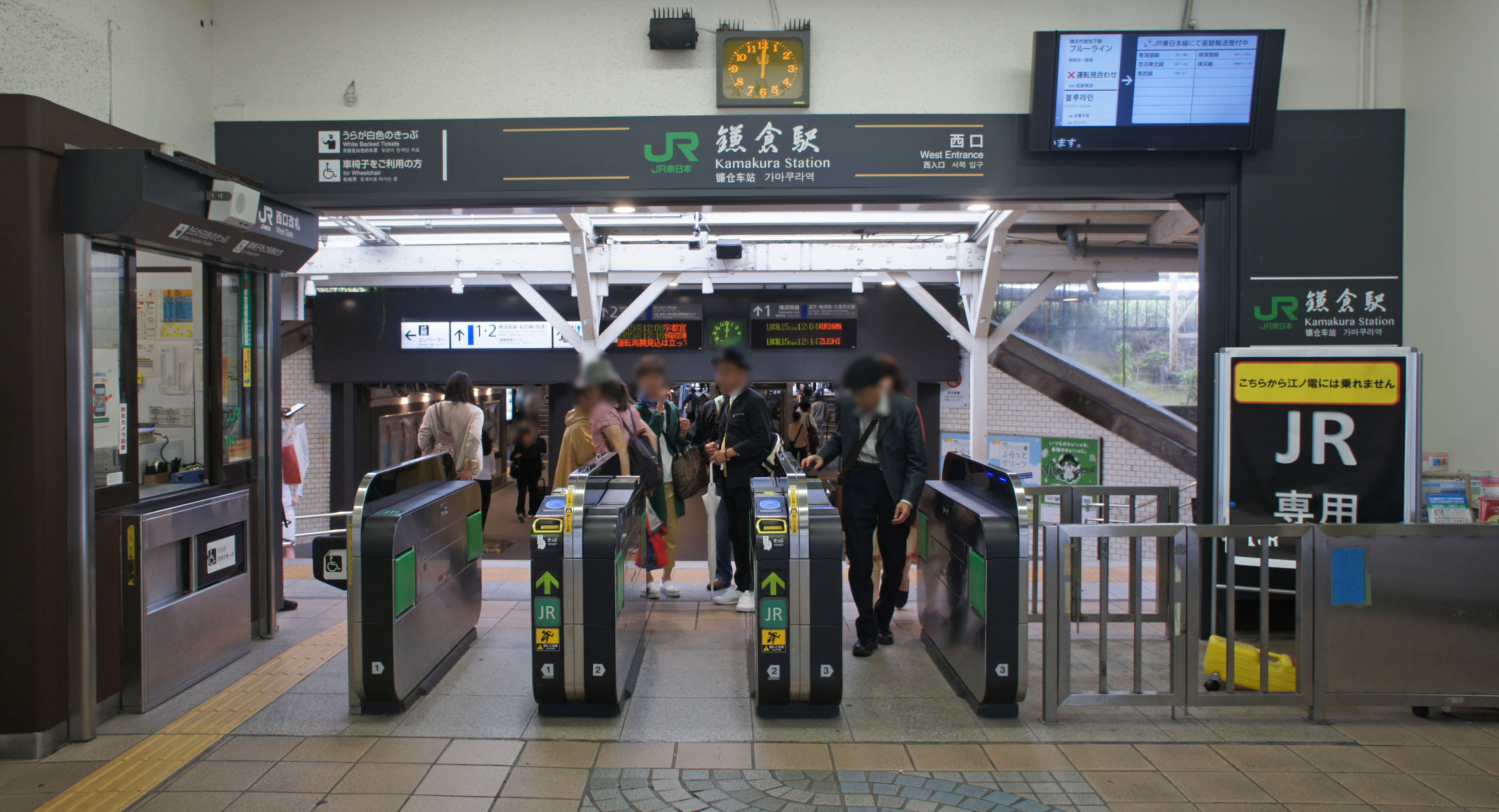
西驗票口(2019年6月)
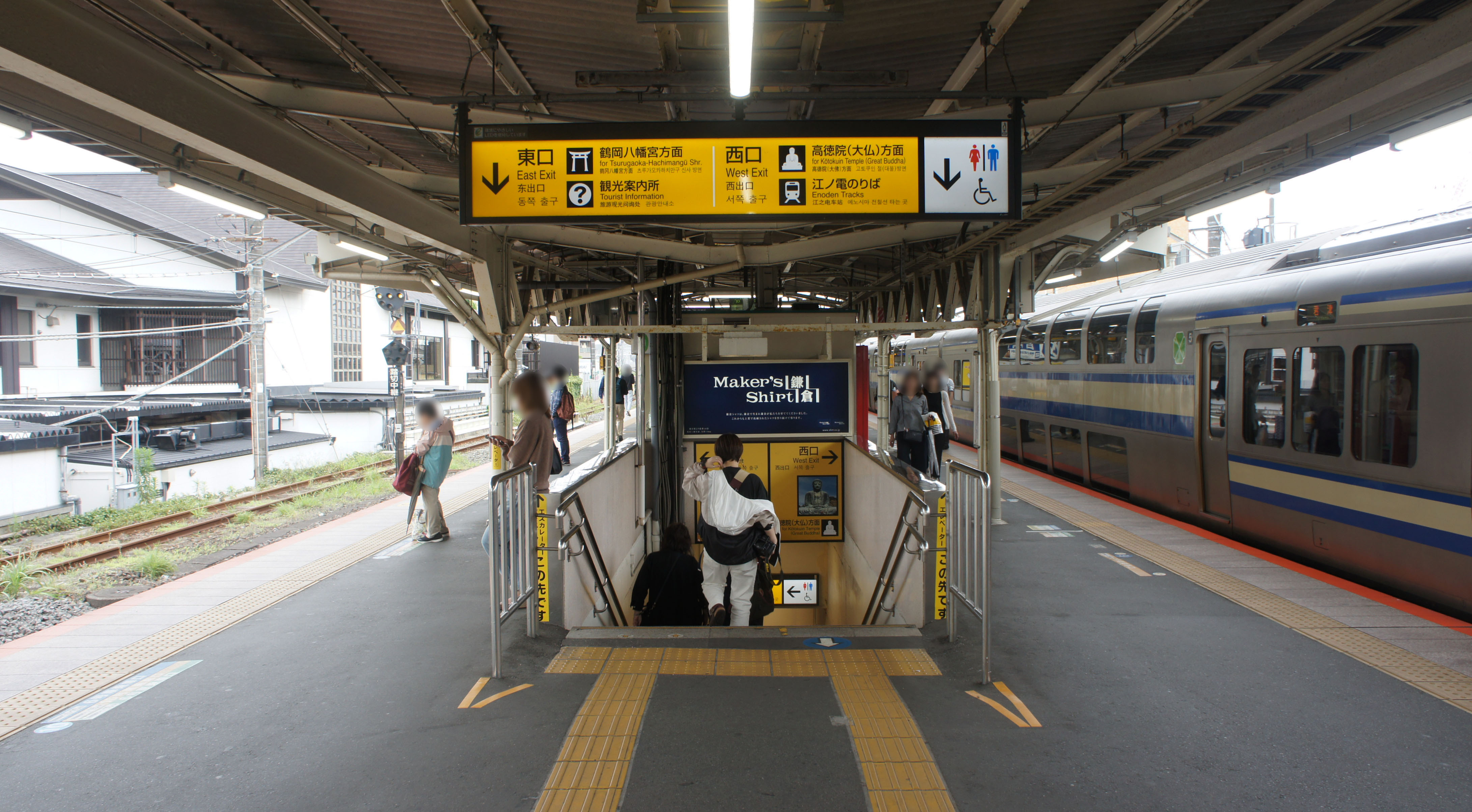
月台(2019年6月)
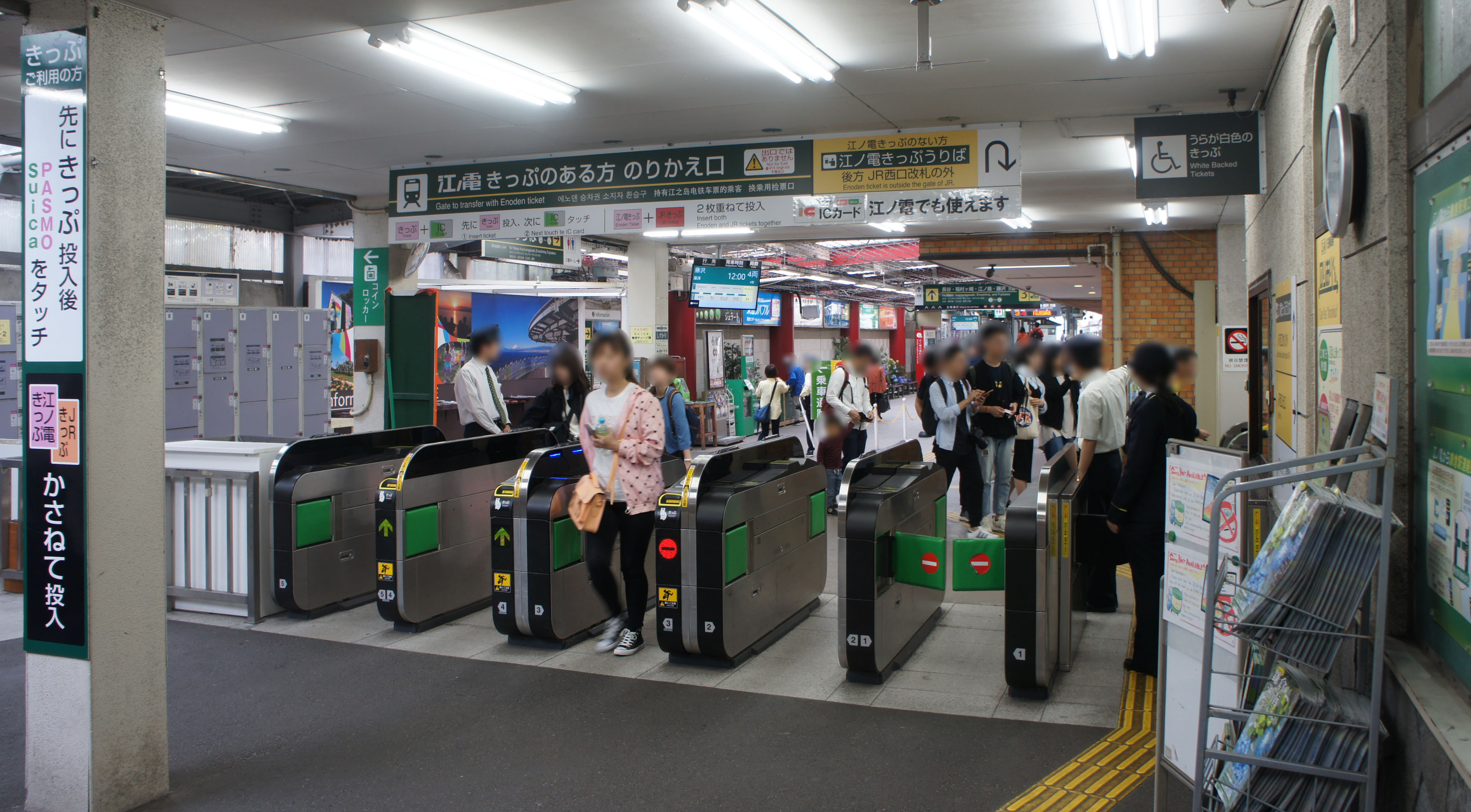
轉乘用的驗票口(2019年9月)
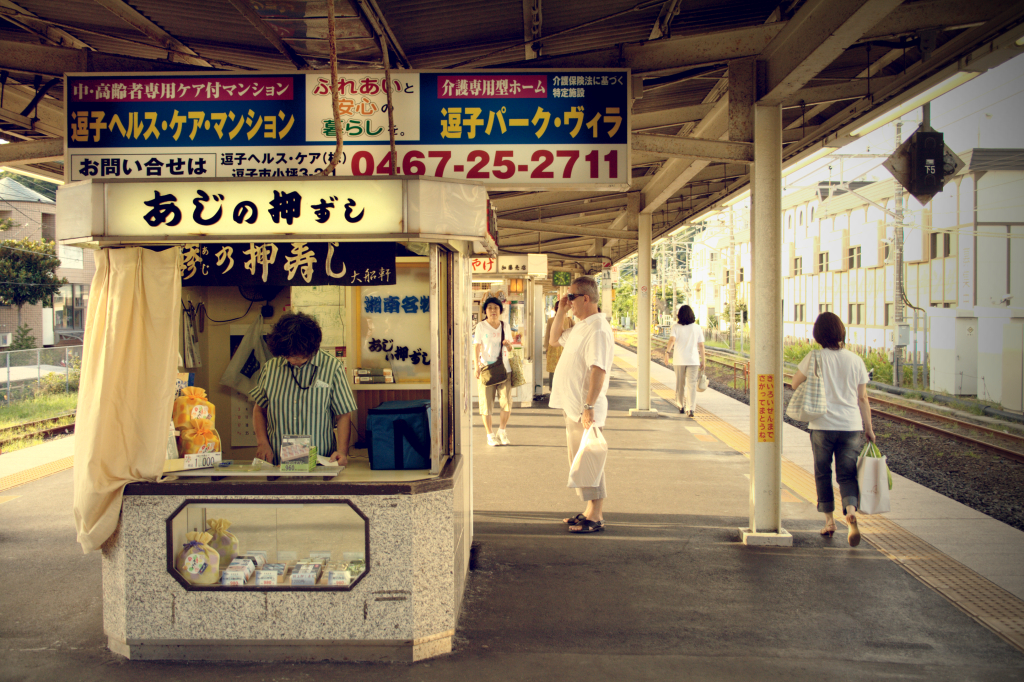
月台上售賣便當的大船軒

#### 發車音樂
| 1 | JO      | あざみ野     |
| 2 | JO · JS | 木々の目覚め |

2013年7月1日至2015年6月30日使用童謠「鎌倉」作為發車音樂。
本站是由站員而非列車長操作播放發車音樂。

### 江之島電鐵
江之電站區位於JR西口隔鄰，並與西口相連，而東邊則不設出口。與JR站區不同的是，江之電站區所有設施均位於地面。
月台採港灣式月台2面2線的配置。月台編號採用從JR站區月台續號的方式，即3－5號月台。其中3號月台是供乘客登車，而4號月台則是兩條軌道共用的下車月台。5號月台除了早晨列車使用外，在新年與黃金週等假日的繁忙時期，則會同時使用3號和5號月台，容許交互發車以加密班次。入場券與JR共通，因此票價不同於其他江之電車站，與JR鎌倉駅相同。同時，江之電與JR的入場券皆可進入對方的付費區內。由於沒有自動驗票閘門，需要由站員剪票入站。

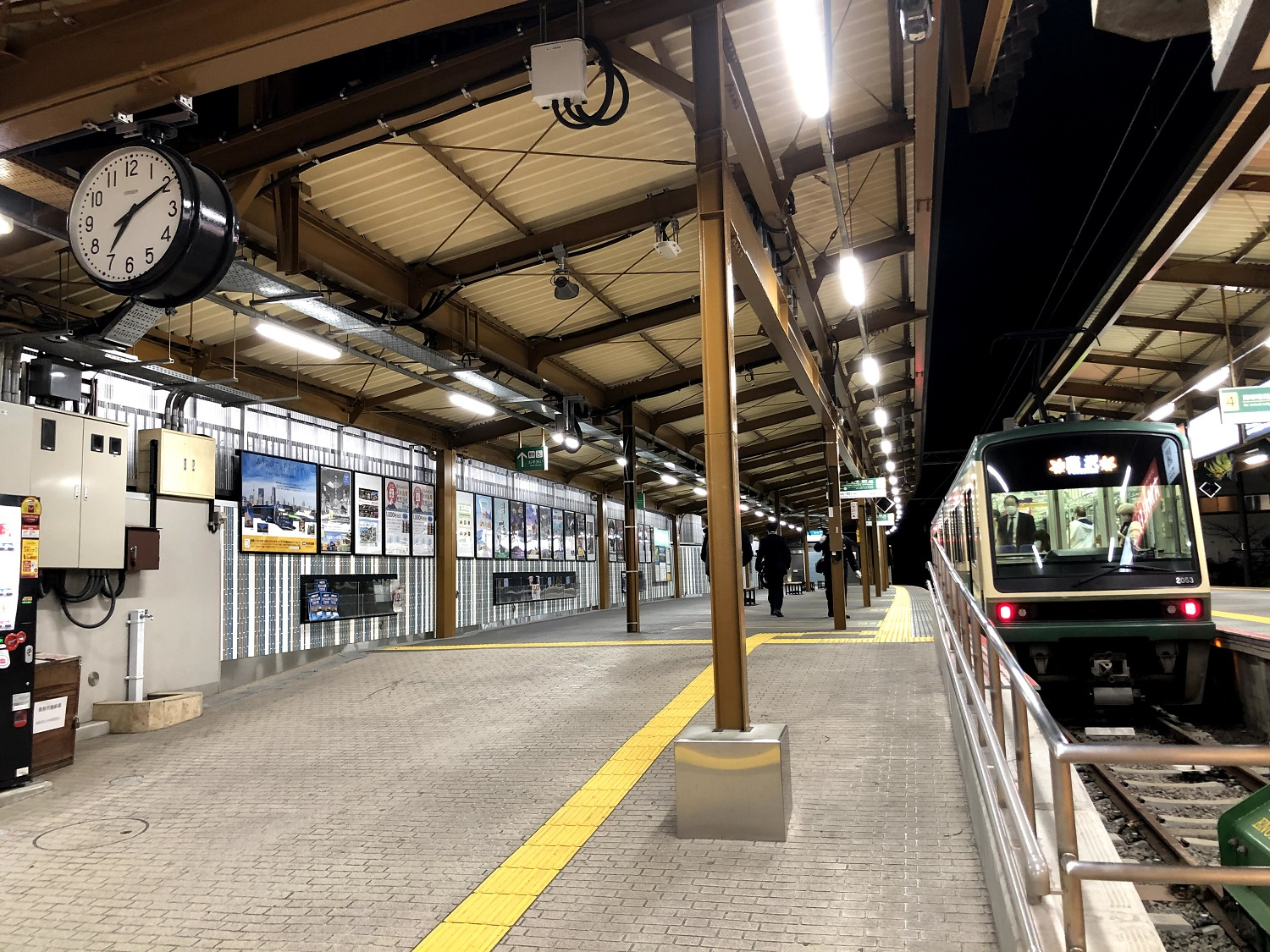
月台（2020年11月）

#### 月台配置
| 月台 | 路線         | 目的地                 | 備註              |
| ---- | ------------ | ---------------------- | ----------------- |
| 3    | 江之島電鐵線 | 長谷、江之島、藤澤方向 | 線路共用          |
| 4    | 江之島電鐵線 | （下車月台）           | 線路共用          |
| 5    | 江之島電鐵線 | 長谷、江之島、藤澤方向 | 通常僅早晨1班使用 |

#### 付費區
廁所位於3號月台前端，設有無障礙廁所。檢票口（西口）至月台之間沒有段差。江之電售票處旁的展示區有模型、商品與照片等。付費區內過去有前站長室改裝的「江之電紀念品商店」，2013年3月移往江之電大樓一樓的「ことのいち鎌倉」。
3號線止衝擋上有「親子青蛙」鎮座。站員每年節日會對親子青蛙進行裝飾。

## 轉乘驗票口
鎌倉車站兩個站區皆位於地面。兩個站區間設有換乘用剪票機，但經從JR站區使用該剪票機換乘江之電時必須持有效江之電車票或Suica、PASMO智能卡，否則不可以經江之電站區其他剪票機離開車站。
搭乘江之電線時，可直接從JR鎌倉站出入站。轉乘驗票口設有特別仕樣的JR自動驗票閘門，當從江之電站區前往東口時，須按下紅色閃爍按鈕以便在乘車券驗證乘車資訊。該型式的自動驗票閘門在JR東日本中僅設於本站與IC卡專用化前的松戶站（JR與新京成電鐵新京成線之間的柏、上本鄉側轉乘驗票通道）。轉乘驗票口的驗票閘門不支援IC卡的自動儲值。
東口JR自動售票機販售的江之電乘車券是結合了JR東日本的車票花紋與江之電樣式的排版印刷。
在新年、黃金周、花火大會等繁忙期間，為了分流雙方人潮避免站內過於擁擠，轉乘驗票口會暫時關閉，東口也停止販售江之電乘車券，完全分離雙方付費區。

## 使用情況
- JR東日本 - 2019年度1日平均上車人次為43,183人[利用客数 1]。
該公司車站當中排行第100位。
- 江之島電鐵 - 2018年度1日平均上下車人次為27,597人。
該公司車站當中排行第1位。

近年1日平均上下車人次推移如下表。
| 年度               | 江之島電鐵         | 江之島電鐵 |
| 年度               | 1日平均 上下車人次 | 增長率     |
| ------------------ | ------------------ | ---------- |
| 2003年（平成15年） | 16,270             |            |
| 2006年（平成18年） | 17,776             |            |
| 2007年（平成19年） | 19,884             | 11.9%      |
| 2008年（平成20年） | 21,859             | 9.9%       |
| 2009年（平成21年） | 19,745             | −9.7%      |
| 2010年（平成22年） | 19,192             | −2.8%      |
| 2011年（平成23年） | 19,377             | 1.0%       |
| 2012年（平成24年） | 21,455             | 10.7%      |
| 2013年（平成25年） | 21,962             | 2.4%       |
| 2014年（平成26年） | 23,140             | 5.4%       |
| 2015年（平成27年） | 23,987             | 3.7%       |
| 2016年（平成28年） | 24,612             | 2.6%       |
| 2017年（平成29年） | 27,194             | 10.5%      |
| 2018年（平成30年） | 27,597             | 1.5%       |

### 各年度1日平均上車人次
近年1日平均上車人次推移如下表。
| 年度               | JR東日本 | 江之島電鐵 | 來源                |
| ------------------ | -------- | ---------- | ------------------- |
| 1995年（平成07年） | 39,052   | 10,075     | [ 神奈川県統計 1 ]  |
| 1998年（平成10年） | 37,850   | 8,989      | [ 神奈川県統計 2 ]  |
| 1999年（平成11年） | 37,509   | 8,992      | [ 神奈川県統計 3 ]  |
| 2000年（平成12年） | 37,243   | 9,071      | [ 神奈川県統計 3 ]  |
| 2001年（平成13年） | 38,064   | 9,361      | [ 神奈川県統計 4 ]  |
| 2002年（平成14年） | 37,127   | 9,458      | [ 神奈川県統計 5 ]  |
| 2003年（平成15年） | 37,575   | 9,479      | [ 神奈川県統計 6 ]  |
| 2004年（平成16年） | 37,472   | 9,785      | [ 神奈川県統計 7 ]  |
| 2005年（平成17年） | 37,839   | 10,041     | [ 神奈川県統計 8 ]  |
| 2006年（平成18年） | 38,737   | 9,847      | [ 神奈川県統計 9 ]  |
| 2007年（平成19年） | 39,719   | 13,080     | [ 神奈川県統計 10 ] |
| 2008年（平成20年） | 40,374   | 13,917     | [ 神奈川県統計 11 ] |
| 2009年（平成21年） | 40,314   | 11,755     | [ 神奈川県統計 12 ] |
| 2010年（平成22年） | 39,916   | 11,707     | [ 神奈川県統計 13 ] |
| 2011年（平成23年） | 40,041   | 10,872     | [ 神奈川県統計 14 ] |
| 2012年（平成24年） | 42,038   | 10,715     | [ 神奈川県統計 15 ] |
| 2013年（平成25年） | 42,841   | 10,977     | [ 神奈川県統計 16 ] |
| 2014年（平成26年） | 43,126   | 11,562     | [ 神奈川県統計 17 ] |
| 2015年（平成27年） | 44,376   | 12,009     | [ 神奈川県統計 18 ] |
| 2016年（平成28年） | 44,843   | 12,275     | [ 神奈川県統計 19 ] |
| 2017年（平成29年） | 44,866   | 13,377     | [ 神奈川県統計 20 ] |
| 2018年（平成30年） | 44,838   | 13,592     | [ 神奈川県統計 21 ] |
| 2019年（令和元年） | 43,183   |            |                     |

## 車站周邊

### 東口
居民稱作「表口」。站前廣場為巴士總站。

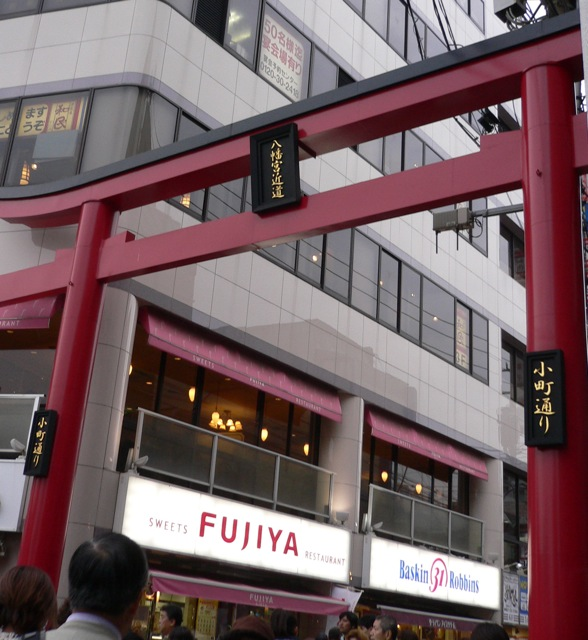
小町通（鶴岡八幡宮裏參道）入口

廣場北側是往鶴岡八幡宮的裏參道（小町通）。入口有座大鳥居。由於人潮眾多，設有車輛通行時段限制。
廣場前方是長約50公尺左右的神奈川縣道303號鎌倉停車場線。該道路於終點「鎌倉站入口」交差點與神奈川縣道21號橫濱鎌倉線交會。橫濱鎌倉線是鶴岡八幡宮的表參道（若宮大路）。從車站往左不到一公里可抵達鶴岡八幡宮，往右約一公里可接上國道134號。
西武百貨店曾在1959年至1973年於站前展店，現為當地日本料理店「御代川」。
站房右側、北鎌倉側往西口方向的地下通道設有鎌倉市展示區。地下通道的壁畫是當地漫畫家橫山隆一的作品「鎌倉嘉年華」。
- 鎌倉Tokyu（日语：東急ストア）
- 鎌倉大都會大飯店（日语：ホテルメトロポリタン）[9]。
- 三菱UFJ銀行鎌倉支店
- SMBC日興證券鎌倉支店
- 鎌倉郵便局（日语：鎌倉郵便局）
- 不二家 - 附設不二家餐廳。
- 豐島屋（日语：豊島屋 (製菓業)） - 以鴿子餅乾聞名。附設麵包店「扉」。

### 西口

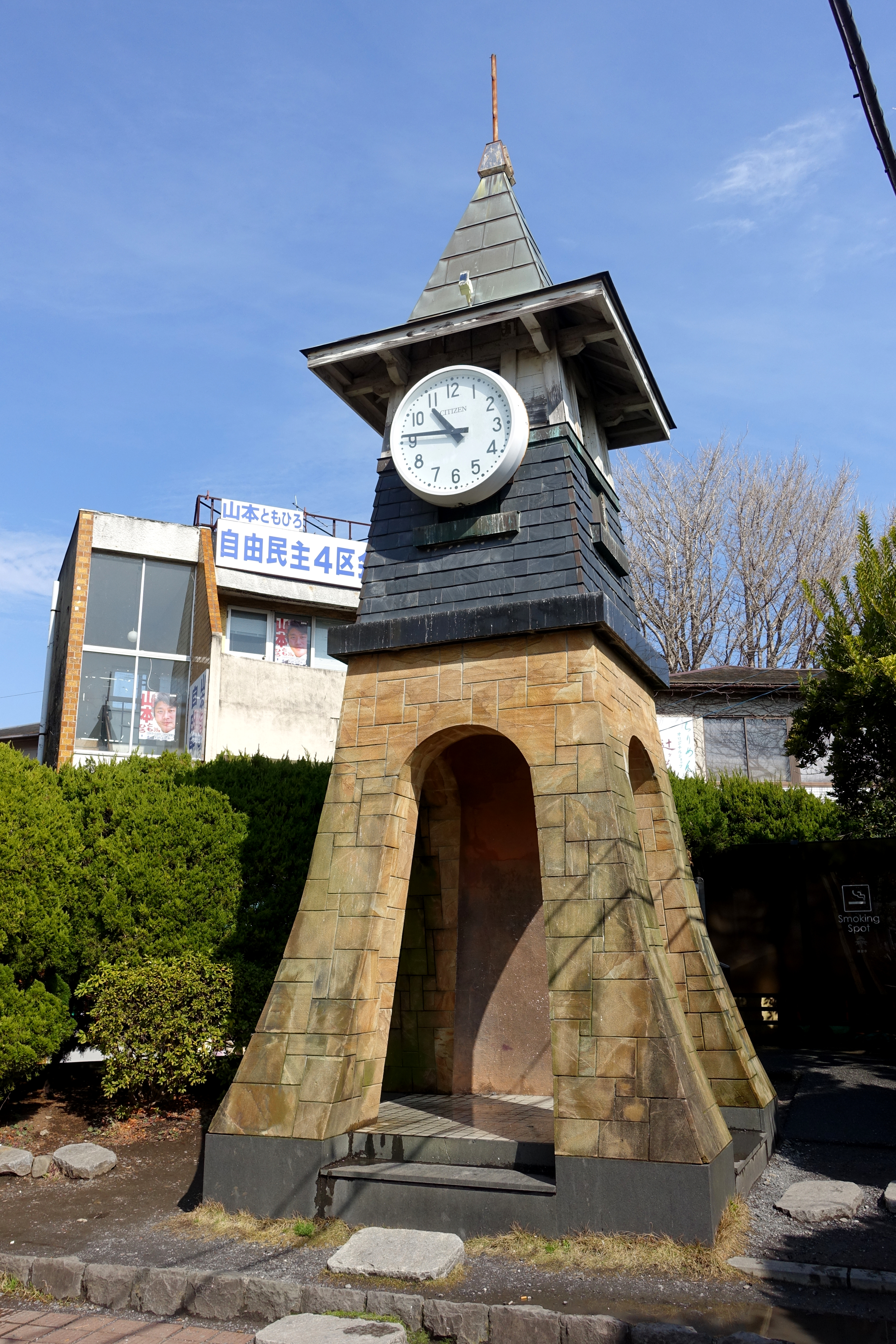
西口廣場的鎌倉站舊站房時鐘塔（2015年2月22日）。

居民稱作「裏口」與「裏站」。西口是在大正時期的第二代站房改建時開設。現在的西口站房皆為第二代站房（JR為1930年、江之電為1981年落成）。
站前廣場呈三角形，當地稱作「三角公園」。廣場有保存第二代站房的時鐘塔。公園旁有通往東口的地下道。
站前有計程車用圓環。巴士在市役所前發車。
- 鎌倉市役所
- 瑞穗銀行鎌倉支店
- 鎌倉市中央圖書館
- 鎌倉市立御成小學校（日语：鎌倉市立御成小学校） - 舊鎌倉御用邸（日语：鎌倉御用邸）。校門是御用邸當時的建物。
- 鎌倉稅務署（日语：税務署）
- 錢洗辨財天宇賀福神社

## 巴士路線

### 東口
站前有「鎌倉站」巴士總站，若宮大路上有停車轉乘巴士「フクちゃん號」專用巴士站「鎌倉站入口」。
鎌倉站
- 1號乘車處（全路線經大佛前）
  - 江之電巴士（日语：江ノ電バス）
    - F1 - 往藤澤站南口
    - K1 - 往桔梗山 ※僅周六日
    - K3 - 往湘南車庫（日语：江ノ電バス湘南営業所） ※僅夜間
- 2號乘車處
  - 京濱急行巴士
    - 機場利木津巴士 - 往羽田機場

  - 江之電巴士
    - A21 - 往上大岡站（經常樂寺（日语：常楽寺 (鎌倉市)）、大船站） ※僅平日早晨夜間、週六日早晨
    - N2 - 往大船站（經常樂寺）
    - K4 - 往本鄉台站（經勤勞會館、大船站） ※周六日早晨1班
    - K5 - 往七里濱 ※周六日早晨1班
    - 機場利木津巴士 - 往羽田機場

  - 南海巴士（日语：南海バス）、和歌山巴士（日语：和歌山バス）
    - 夜行高速 - 往JR堺市站
- 3號乘車處
  - 京濱急行巴士
    - 鎌30 - 往逗子·葉山站（經綠丘入口） ※僅早晨夜間
    - 鎌31 - 往綠丘入口

  - 江之電巴士
    - 定期遊覧巴士
- 4號乘車處
  - 京濱急行巴士
    - 鎌20 - 往大塔宮
- 5號乘車處
  - 京濱急行巴士
    - 鎌23 - 往鎌倉靈園正門前太刀洗（日语：鎌倉五名水）
    - 鎌24 - 往金澤八景站（經鎌倉靈園正門前太刀洗）
    - 鎌36 - Highland循環
- 6號乘車處
  - 京濱急行巴士（全路線經大佛前）
    - 鎌2 - 往梶原（日语：梶原 (鎌倉市)）
    - 鎌3 - 富士見台循環
    - 鎌4 - 往鎌倉山（日语：鎌倉山）
    - 鎌5 - 往諏訪谷（經鎌倉山）
    - 鎌6 - 往江之島（經鎌倉山）
    - 船7 - 往大船站（經梶原口）
    - 船8 - 往大船站（經梶原口、梶原）
    - 船9 - 往大船站（經鎌倉山）
- 7號乘車處
  - 京濱急行巴士
    - 鎌11 - 海岸橋循環
    - 鎌12 - 九品寺（日语：九品寺 (鎌倉市)）循環
    - 鎌40 - 往逗子站（經小坪（日语：小坪））
    - 鎌41 - 往小坪
    - 直行 - 往RIVIERA（日语：リビエラ (企業)）逗子MARINA（日语：逗子マリーナ） PLAZA

鎌倉站入口
- 京濱急行巴士、江之電巴士
  - 停車轉乘「フクちゃん號」 - 往八幡宮停車場（僅週六日12點時段以前） ／ 往由比濱地下停車場

### 西口
西口起訖路線採用鎌倉站西口停、鎌倉市役所（步行約3分）發的型態。這是由於巴士開通時，鎌倉市、江之電、計程車公司三方溝通不順利無法取得共識所導致的情況。
鎌倉市役所
- 江之電巴士
  - K6 - 往桔梗山（經八雲神社（日语：八雲神社）） ／ 往鎌倉站西口
- 京濱急行巴士
  - 鎌50 - 往山之上圓環（經八雲神社） ※傍晚1班
  - 鎌51 - 往鎌倉中央公園（經八雲神社） ／ 往鎌倉站西口

## 相鄰車站
東日本旅客鐵道（JR東日本）
 橫須賀線
北鎌倉（JO 08）－鎌倉（JO 07）－逗子（JO 06）
 湘南新宿線
北鎌倉（JS 08）－鎌倉（JS 07）－逗子（JS 06）
 江之島電鐵
 江之島電鐵線
和田塚（EN-14）－鎌倉（EN-15）

### 使用人數資料來源
JR、私鐵1日平均載客量
1. ↑  .   [2012-04-17]. （原始内容存档于2001-05-06）.

JR東日本2000年度以後上車人次
1. ↑  .   [2016-06-13]. （原始内容存档于2007-10-28）.
2. ↑  .   [2016-06-13]. （原始内容存档于2019-03-22）.
3. ↑  .   [2016-06-13]. （原始内容存档于2019-03-22）.
4. ↑  .   [2016-06-13]. （原始内容存档于2019-03-22）.
5. ↑  .   [2016-06-13]. （原始内容存档于2019-03-22）.
6. ↑  .   [2016-06-13]. （原始内容存档于2006-06-16）.
7. ↑  .   [2016-06-13]. （原始内容存档于2019-03-22）.
8. ↑  .   [2016-06-13]. （原始内容存档于2019-03-22）.
9. ↑  .   [2016-06-13]. （原始内容存档于2014-10-06）.
10. ↑  .   [2016-06-13]. （原始内容存档于2019-03-22）.
11. ↑  .   [2016-06-13]. （原始内容存档于2011-07-10）.
12. ↑  .   [2012-07-08]. （原始内容存档于2018-07-07）.
13. ↑  JR東日本 各駅の乗車人員（2012年度） 的存檔，存档日期2014-10-07.
14. ↑  .   [2016-06-13]. （原始内容存档于2017-06-08）.
15. ↑  各駅の乗車人員（2014年度） （页面存档备份，存于） - JR東日本
16. ↑  各駅の乗車人員（2015年度） （页面存档备份，存于） - JR東日本
17. ↑  各駅の乗車人員（2016年度） （页面存档备份，存于） - JR東日本
18. ↑  各駅の乗車人員（2017年度） （页面存档备份，存于） - JR東日本
19. ↑  各駅の乗車人員（2018年度） （页面存档备份，存于） - JR東日本
20. ↑  各駅の乗車人員（2019年度） （页面存档备份，存于） - JR東日本

JR、私鐵的地下鐵統計資料
1. 1 2  鎌倉の統計 （页面存档备份，存于） - 鎌倉市
2. ↑  .   [2016-06-13]. （原始内容存档于2015-09-27）.

神奈川縣縣勢要覽
1. ↑  線区別駅別乗車人員（1日平均）の推移PDF
2. ↑  神奈川県県勢要覧（平成12年度）
3. 1 2  神奈川県県勢要覧（平成13年度）PDF
4. ↑  神奈川県県勢要覧（平成14年度）PDF
5. ↑  神奈川県県勢要覧（平成15年度）PDF
6. ↑  神奈川県県勢要覧（平成16年度）PDF
7. ↑  神奈川県県勢要覧（平成17年度）PDF
8. ↑  神奈川県県勢要覧（平成18年度）PDF
9. ↑  神奈川県県勢要覧（平成19年度）PDF
10. ↑  神奈川県県勢要覧（平成20年度）PDF
11. ↑  神奈川県県勢要覧（平成21年度）PDF
12. ↑  神奈川県県勢要覧（平成22年度）PDF
13. ↑  神奈川県県勢要覧（平成23年度）PDF
14. ↑  神奈川県県勢要覧（平成24年度）PDF
15. ↑  神奈川県県勢要覧（平成25年度）PDF
16. ↑  神奈川県県勢要覧（平成26年度）PDF
17. ↑  平成27年PDF
18. ↑  平成28年PDF
19. ↑  平成29年PDF
20. ↑  平成30年PDF
21. ↑  令和元年PDF

## 外部連結
- 車站資訊（鎌倉）：東日本旅客鐵道
- 鎌倉站 （页面存档备份，存于）：江之島電鐵

35°19′8″N 139°33′1″E / 35.31889°N 139.55028°E